# Voivodato de Subcarpacia

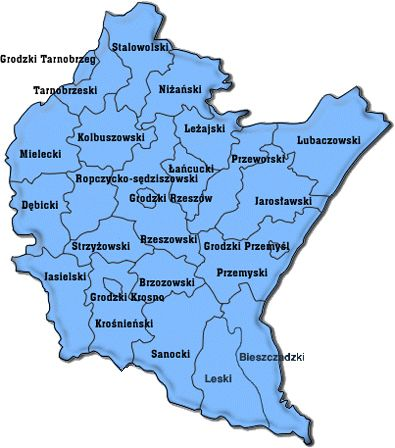
Divisiones administrativas del voivodato.

El voivodato de Subcarpacia (en polaco: Województwo podkarpackie) es una de las 16 provincias (voivodatos) de la República de Polonia. Su capital es la ciudad de Rzeszów.
El voivodato fue creado el 1 de enero de 1999 a partir de los antiguos voivodatos de Rzeszów, Przemyśl, Krosno y parte de los de Tarnów y de Tarnobrzeg bajo la ley de reordenamiento territorial polaca de 1998. Uno de los nombres que se propuso para el voivodato, fue el de Galiciano, haciendo referencia a la antigua región histórica de Galitzia o Galicia de los Cárpatos. A pesar de tener la aprobación de la población, el nombre que se le puso al final fue el de Subcarpaciano, aunque nunca antes se haya llamado de esta forma.
Tiene una superficie de 17 296 km² y una población de 2 097 000 habitantes (2004). Está dividido en 20 distritos (powiats), 4 distritos urbanos y 160 comunas. Su nombre hace referencia a su situación geográfica al pie de los Cárpatos. El punto más austral es la localidad de Muczne, casi en la frontera con Ucrania y parte del parque nacional de Bieszczady (UNESCO).

## Divisiones
| Escudo | Distritos                                             | Capital        | Área (km²) | Población (2006) |
|        | Distrito de Bieszczady bieszczadzki                   | Ustrzyki Dolne | 1139,07    | 21 799           |
|        | Distrito de Brzozów brzozowski                        | Brzozów        | 539,34     | 65 652           |
|        | Distrito de Dębica dębicki                            | Dębica         | 777,48     | 135 348          |
|        | Distrito de Jarosław jarosławski                      | Jarosław       | 1028,66    | 120 462          |
|        | Distrito de Jasło jasielski                           | Jasło          | 830,87     | 113 730          |
|        | Distrito de Kolbuszowa kolbuszowski                   | Kolbuszowa     | 773,17     | 62 389           |
|        | Distrito de Krosno krośnieński                        | Krosno         | 993,11     | 112 301          |
|        | Distrito de Lesko leski                               | Lesko          | 834,94     | 26 532           |
|        | Distrito de Leżajsk leżajski                          | Leżajsk        | 583,71     | 69 479           |
|        | Distrito de Lubaczów lubaczowski                      | Lubaczów       | 1308,37    | 55 438           |
|        | Distrito de Łańcut łańcucki                           | Łańcut         | 451,84     | 80 898           |
|        | Distrito de Mielec mielecki                           | Mielec         | 880,50     | 136 591          |
|        | Distrito de Nisko niżański                            | Nisko          | 785,64     | 66 699           |
|        | Distrito de Przemyśl przemyski                        | Przemyśl       | 1211,22    | 74 234           |
|        | Distrito de Przeworsk przeworski                      | Przeworsk      | 698,02     | 78 354           |
|        | Distrito de Ropczyce-Sędziszów ropczycko-sędziszowski | Ropczyce       | 548,31     | 74 416           |
|        | Distrito de Rzeszów rzeszowski                        | Rzeszów        | 1153,33    | 168 614          |
|        | Distrito de Sanok sanocki                             | Sanok          | 1156,43    | 94 473           |
|        | Distrito de Stalowa Wola stalowowolski                | Stalowa Wola   | 831,74     | 106 272          |
|        | Distrito de Strzyżów strzyżowski                      | Strzyżów       | 503,47     | 61 505           |
|        | Distrito de Tarnobrzeg tarnobrzeski                   | Tarnobrzeg     | 521,06     | 53 115           |
|        | Krosno                                                | -              | 43,50      | 46 369           |
|        | Przemyśl                                              | -              | 46,17      | 60 999           |
|        | Rzeszów                                               | -              | 120,41     | 194 886          |
|        | Tarnobrzeg                                            | -              | 85,40      | 46 907           |